# Балнеариу-Аррою-ду-Силва
Балнеариу-Аррою-ду-Силва (порт. Balneário Arroio do Silva)  —  муниципалитет в Бразилии, входит в штат Санта-Катарина. Составная часть мезорегиона Юг штата Санта-Катарина. Входит в экономико-статистический  микрорегион Арарангуа. Население составляет 7424 человека на 2006 год. Занимает площадь 93,819 км². Плотность населения — 79,1 чел./км².

## История
Город основан 29 декабря 1995 года.

## Статистика
- Валовой внутренний продукт на 2003 составляет 78.038.995,00 реалов (данные: Бразильский институт географии и статистики).
- Валовой внутренний продукт на душу населения на 2003 составляет 11.493,23 реалов (данные: Бразильский институт географии и статистики).
- Индекс развития человеческого потенциала на 2000 составляет 0,794 (данные: Программа развития ООН).